# Ramiz Alia
Ramiz Alia   (Shkodër, 18 d'octubre de 1925 - Tirana, 7 d'octubre de 2011) va ser un líder comunista albanès, president d'Albània entre 1991 i 1992. Anteriorment havia estat secretari general del Partit del Treball d'Albània (1985-1991) i cap d'estat del país entre 1982 i 1992. Designat per Enver Hoxha com el seu successor, va prendre el poder a la mort d'aquest.
Des de l'inici del seu mandat va emprendre accions destinades a trenar l'aïllament del país i va promulgar polítiques d'acostament cap als estats veïns, així com cap als Estats Units i Rússia. A partir del 1988 promogué la liberalització del règim i posà fi a més de 20 anys de prohibició de llibertat religiosa. Arran de les revoltes de final del 1990 i començament del 1991 es va veure forçat a legalitzar diversos partits i organitzacions i alliberar una part dels presos polítics.
Després de la fi del règim comunista va ser jutjat en diverses ocasions per abús de poder i apropiació indeguda i va ser condemnat a 12 anys de presó. Va escapar-ne aprofitant la Guerra Civil albanesa de 1997. Posteriorment va ser absolt dels càrrecs de genocidi i crims contra la humanitat.